# Campeão
Campeão é o vencedor de um campeonato, ou de qualquer tipo de competição, especialmente no caso de competições esportivas, individuais ou coletivas.
Segundo o Dicionário Etimológico Nova Fronteira, a palavra deriva do germânico kamp, campo de batalha, e este do latim campus, especialmente aplicado ao Campo de Marte, onde se instruíam os soldados germânicos do exército romano . Originalmente, o campeão era um "cavaleiro que lutava em campo delimitado, fechado, em defesa de uma causa ou pela honra de alguém" . Na acepção moderna, principalmente aplicada aos esportes, passou a ser "o vencedor de qualquer prova, torneio ou certame".
Em muitos casos, pode haver uma pirâmide territorial completa, indo do nível municipal ao estadual, daí ao regional, ao nacional, ao continental e ao mundial, havendo, para cada nível e a cada temporada, um campeonato, e portanto um campeão.

## Formas de determinação do campeão
Campeão por marca: em muitos esportes individuais, especialmente na área do atletismo, o campeão é aquele que, dentre os competidores e no espaço do campeonato, consegue a melhor marca, medida objetivamente: o menor tempo para percorrer uma distância (correndo ou nadando ou saltando obstáculos), o salto mais alto ou mais extenso, o maior arremesso, etc.
Campeão por avaliação: em outros esportes, como na ginástica artística ou no salto ornamental, a performance de cada competidor, embora baseada em critérios objetivos, não pode ser simplesmente medida, e precisa ser avaliada, sempre com um certo grau de subjetividade, por um grupo de árbitros; neste caso, o campeão é aquele que obtém a maior soma de pontos ou a melhor média no conjunto das avaliações.
Campeão por desafio: em competições de luta, como o boxe ou algumas outras artes marciais, é comum que o campeão de uma determinada temporada seja definido em um único encontro entre o desafiante e o campeão da temporada anterior; antes disso, é realizada uma série de disputas anteriores para definir quem será o desafiante.
Campeão por eliminação: nos sistemas eliminatórios, os competidores se enfrentam, normalmente em pares, resultando um vencedor, que passa para a próxima fase, e um vencido, que é eliminado da competição; os vencedores então se enfrentam, até que haja apenas um que não foi vencido nenhuma vez, e que é declarado campeão. Este sistema e suas variações é muito utilizado em esportes individuais (jiu-jitsu, esgrima, tênis, etc.), mas também em competições concentradas de esportes coletivos (futebol, vôlei, basquete, etc.), normalmente chamadas de copas para se diferençar dos campeonatos.
Campeão por temporada: em competições mais longas, normalmente chamadas de campeonatos, os competidores disputam várias provas ou partidas, em diferentes locais, ao longo de uma temporada inteira - enfrentando-se em pares, no caso da maioria dos esportes coletivos, ou em grandes grupos, em esportes como o automobilismo, o ciclismo ou o surfe - e vão somando pontos para que, ao final da temporada, aquele que tiver a maior pontuação seja declarado campeão.
Em várias competições de esportes coletivos, são utilizados sistemas mistos, em que algumas fases são disputadas de forma eliminatória e outras no sistema de "todos contra todos". Dependendo do caso, este tipo de competição pode ser considerado uma copa ou mesmo um campeonato.

## Vice-campeão
Vice-campeão é o segundo melhor classificado em um campeonato, aquele que ficou logo abaixo do campeão: pode ter tido a segunda melhor marca, a segunda melhor avaliação ou a segunda melhor pontuação na temporada; pode ter sido o último eliminado pelo campeão, ou o desafiante que não conseguiu vencê-lo. Nas Olimpíadas e competições similares, o atleta ou equipe que fica em segundo lugar recebe a medalha de prata.
Segundo o Dicionário Etimológico, o prefixo vice- vem do latim, significando "em lugar de" ou "que substitui a", sendo usado para designar "aqueles indivíduos que substituem outros, temporária ou regularmente, em cargos diversos, na ausência do titular" . Portanto, da mesma forma que um vice-presidente ou vice-ministro, originalmente o vice-campeão era "aquele que substitui o campeão nas suas faltas ou impedimentos".

## Multicampeões
Bicampeão é o atleta ou equipe que vence o mesmo campeonato em duas temporadas consecutivas. Da mesma forma, tricampeão é o campeão três vezes em sequência, tetracampeão é quem vence quatro campeonatos seguidos,  pentacampeão é o campeão cinco vezes seguidas e assim sucessivamente (hexacampeão, heptacampeão, octotacampeão ou octetacampeão...).
Segundo o Dicionário Houaiss, estas designações de multicampeões são, às vezes, empregadas "mesmo quando os campeonatos não são consecutivos". Segundo o Professor Cláudio Moreno, este uso "é uma questão de hábito e nada tem a ver com o significado do vocábulo". Justifica-se o uso não consecutivo para campeonatos recentes, ou que são disputados a grandes intervalos de tempo (como a Copa do Mundo de futebol), ou que tenham pouco acúmulo de títulos nos mesmos competidores. Já no caso de competições com longo histórico de títulos acumulados, é mais lógico utilizar-se as formas múltiplas apenas para campeonatos consecutivos.
Por exemplo, na temporada 2010-11, o Barcelona venceu o Campeonato Espanhol de Futebol pela terceira vez consecutiva, chegando assim a um total de 21 títulos nacionais. Mas o noticiário do mundo inteiro destacou o tricampeonato do Barça, que em lugar nenhum foi tratado pelo título hipotético de unoicosacampeão.

## Campeão invicto
Campeão invicto, do latim invictus, não vencido, é aquele que, ao longo de todo o campeonato, não perdeu nenhuma partida. Aplica-se principalmente nos esportes coletivos, e muito especialmente nas competições de todos contra todos, embora também faça sentido em competições mistas. No entanto, no caso de competições eliminatórias, o título de campeão invicto seria um pleonasmo, já que, por definição, um campeão por eliminação é sempre invicto.
No caso de esportes que admitem empate, como o futebol, existe ainda a situação (bastante rara) do Campeão absoluto, aquele que, além de invicto, também não empatou nenhuma partida, tendo vencido todas.